# Українське націоналістичне підпілля
Українське націоналістичне підпілля — сукупність організацій націоналістичного руху, яка збройними й ідеологічними методами боролася за створення Української самостійної соборної держави.

## Підпілля націоналістичне 1920—1939
Влітку 1920 року була створена Військова організація (з 1924 — Українська військова організація), щоб «зберегти в організованій формі існуючі поза територією України військові частини й об'єднати їх ідейно між собою».
Було сформовано «Начальну колегію» (з 1922 — «Начальна команда») УВО у складі референтур: організаційно-кадрової, бойової, розвідувальної, пропагандистської. Із жовтня 1922 Начальна команда УВО перевела діяльність за кордон, а УВО в Галичині очолила Крайова команда під проводом полковника А.Мельника (до 1931). У Галичині УВО поділялася на 13 військових округів із власною командою кожний, котрі поділялися на 58 повітових команд. Пріоритетним напрямом діяльності стали підтримка військово-мобілізаційної готовності та підготовка до масштабного збройного повстання на території радянської України.
УВО скерувала зусилля на індивідуальний терор проти польських державних діячів і урядовців, експропріацію коштів комерційних та державних установ. Першим терактом став невдалий замах С.Федака 25 вересня 1921 на начальника Польської держави Ю.-К.Пілсудського та львівського воєводу К.Грабовського. 1924 відбувся замах на президента Польщі С.Войцеховського. З жовтня 1921 до серпня 1922 зареєстровано 8 нападів на державні установи й урядовців, численні акції саботажу та підпалів майна польських колоністів. За 1922 УВО здійснила 38 диверсій на об'єктах промисловості й транспорту.
Розвиток руху українських націоналістів привів до об'єднання УВО та низки молодіжних організацій націоналістів в єдину Організацію українських націоналістів. Установчий конгрес ОУН, який відбувся у Відні з 28 січня до 3 лютого 1929, обрав Провід українських націоналістів на чолі з Є.Коновальцем, ухвалив статут та основні підвалини політичної лінії ОУН. Її головною метою оголошувалося встановлення Української самостійної соборної держави на всій українській етнічній території. Проголошувався курс «союзу з народами, які вороже відносяться до окупантів України». Від 1921 УВО (згодом ОУН) налагодила співпрацю зі спецслужбами Німеччини та Литви для підготовки бойових кадрів, фінансування й озброєння націоналістичного підпілля.
Станом на 1930 підпільна мережа ОУН складалася зі «звен» (нижчих ланок по 3—5 учасників), об'єднаних у «кущі» або «станиці» (у населеному пункті). 3 кущі утворювали підрайон, 3 підрайони — районну організацію, далі йшли надрайонні, повітові (75—80 селищ) та окружні екзекутиви (шість, за кількістю воєводств). При Проводі українських націоналістів було організовано Військовий штаб, який розробив 1934—35 «Нарис плану військових дій» (антипольського повстання).
Крім сотень актів саботажу, нападів на поштові заклади й банки з метою експропріації коштів, підпілля вчинило 63 вбивства польських урядовців, комуністів, а також місцевих українців — противників екстремізму. Широкого розголосу набули вбивства радянського консула у Львові О.Майлова і польського міністра внутрішніх справ Б.Пєрацького (1934).

## Підпілля націоналістичне 1939—1941
Із приєднанням Західної України до УРСР і початком радянізації краю, яка супроводжувалася репресіями, депортаціями, почався новий етап підпільної боротьби ОУН. На період підготовки антирадянського повстання головним завданнями ставали розбудова мережі підпілля, створення позицій ОУН в офіційних установах, розгортання антирадянської пропаганди, розвідувальна робота та контррозвідувальний захист руху опору, диверсійно-терористична діяльність, творення бойових повстанських загонів.
Координаційним органом підпільної боротьби став Краківський центр (Провід) ОУН. 10 березня 1940 було створено Повстанський штаб на чолі з Д.Грицаєм для керівництва підготовкою збройного повстання. До кінця 1939 утворена Крайова екзекутива (КЕ) ОУН у Львові, яку очолив Д.Мирон. Їй підпорядковувалися окружні екзекутиви (пізніше — проводи) у Львові, Станіславі (нині м. Івано-Франківськ), Дрогобичі, Тернополі, Луцьку. Окружні проводи об'єднували по 3—5 надрайонних, надрайонні — по 3—5 районних екзекутив, котрі поділялися на підрайонні. До складу окружного—районного проводу входили провідник, нач. повстанського штабу, інструктор військового навчання, референти — із розвідки, безпеки, зв'язку, пропаганди, роботи з молоддю.
Підрайонні ланки включали по 4—5 «станичних» організацій (у населених пунктах). На ці організації покладалися завдання підтримки мобілізаційної готовності 40—70 учасників майбутнього повстання, здобуття зброї, організації військової підготовки та збору розвідувальної інформації. Найнижчою ланкою були «звена» по 3—5 підпільників. При підпіллі існували молодіжний резерв («Юнацтво») та окрема жіноча мережа. До вересня 1940 рух опору в регіоні налічував бл. 5,5 тис. активних членів, до 14 тис. «симпатиків».
У серпні 1940 Повстанський штаб поширив «Єдиний генеральний план» повстання. За планом запроваджувалися військ. штаби «оперативних територій», на базі яких із початком бойових дій розгорталися б повстанські полки. У 1939 — червні 1941 НКВС УРСР захопив під час антиповстанських операцій 7 гармат, 200 кулеметів, 18 тис. гвинтівок, 7 тис. гранат.
З 1 січня до 15 лютого 1941 в Зх. Україні НКВС УРСР ліквідовано 38 груп ОУН (273 учасники), затримано 747 нелегалів, убито 82 та поранено 35 підпільників. Загалом 1940—41 органами і військами НКВС УРСР і НКДБ УРСР викрито кілька десятків великих націоналістичних організацій, на кордоні затримано понад 400 емісарів, ліквідовано понад 200 розвідувально-диверсійних груп ОУН, що намагалися прорватися через кордон.
2-й Великий збір ОУН(б) 1941 розробив інструкцію з підготовки до війни — «Боротьба і діяльність ОУН під час війни: Політичні вказівки», в якій початок бойових дій проти Москви розцінювався як відправний момент для розбудови національної державності. На території Польщі формуються 3 похідні групи (власні створювали і мельниківці). Групи зобов'язувалися вести пропаганду державного відродження України, створювати цивільну українську адміністрацію і поліцію. В «Політичних вказівках» Проводу бандерівців (травень 1941) наголошувалося, що на початковому етапі війни ОУН розбудовує підпільну мережу, намагається захопити адміністративний апарат, готує своїх членів взяти кермо всіма видами державного життя.
Тривало співробітництво ОУН зі спецслужбами Німеччини, які організували «українські навчальні табори». Станом на травень 1941 в них навчалося до 700—800 бандерівців та 120—150 мельниківців.

## Підпілля націоналістичне 1941—1945
Після нападу Німеччини на СРСР оунівські боївки, вийшовши з підпілля, завдавали ударів відступаючим радянським військам, координуючи дії з німецьким військовим командуванням, робили спроби утверджувати місцеві структури проголошеного 30 червня 1941 у Львові незалежного Українського державного правління (уряду). Активно творилася організаційна мережа ОУН(б). До осені 1941 діяло близько 3300 «станиць» ОУН із 19 тис. членів.
Після відмови задовольнити вимоги окупантів щодо скасування проголошення відновлення Української держави з 15 вересня 1941 проведені масові арешти прихильників ОУН(б) в Україні та на території Третього рейху (бл. 1500 осіб до жовтня 1941). На початку вересня абвер розірвав офіційні стосунки з бандерівцями. Директива поліції безпеки (СД) від 25 листопада 1941 наказувала знищувати бандерівців «під виглядом грабіжників». До початку 1942 німці ліквідували 15 та кинули до концтаборів 300 керівних функціонерів ОУН. З кінця 1941 за рішенням проводу ОУН(б) створювалася мережа конспіративних організацій у великих містах Німеччини, Австрії, Польщі, Чехії, Словаччини, до 1943 розгромлена нацистами.
Наприкінці вересня — на початку жовтня 1941 в с. Сороки біля Львова відбулася 1-ша конференція керівного складу ОУН(б). Було оновлено підпільний провід ОУН(б), що зазнав репресій. Підпілля очолив М.Лебедь. Вирішено перевести більшу частину кадрів до підпілля, не вступати у відкритий конфлікт із німцями для збереження сил для подальшої політичної боротьби за Українську самостійну соборну державу, створювати легальну мережу в адміністративних, громадських і культурно-освітніх установах, розгортати антинімецьку та антирадянську пропаганду, готувати військові кадри, накопичувати зброю. На виконання рішень конференції було створено Крайовий військовий штаб (Рівненський і Львівський військові крайові штаби), запроваджено 37 нелегальних військових шкіл.
На сході і півдні України похідні групи ОУН(б) створили підпільні Київський і Південний (Дніпропетровський) крайові проводи, що об'єднували 14 обласних та 30 окружних проводів (загалом до 1 тис. учасників). Зокрема, Південний провід ОУН (керівники — З.Матла, із літа 1942 — В.Кук) поділявся на Запорізький, Дніпропетровський та Кіровоградський обласні, окремі Дніпропетровський та Одеський міські проводи. Обласні проводи (50—100 активних підпільників) поділялися на 2 окружні та районні.
Діяльність оунівського підпілля набула активності на території румунської зони окупації (Трансністрії). Нелегали-націоналісти проявляли себе в Миколаєві, Херсоні, Одесі, Чернівцях, зазнаючи репресій з боку румунської таємної поліції. Загалом, за наявними даними, на окупованій Третім райхом території України внаслідок терору гітлерівців загинули 4756 членів ОУН, із них 621 — у Києві.
З особливими труднощами зіткнулося українське націоналістичне підпілля на території т. зв. Закерзоння (Холмщина, Підляшшя). В умовах кривавого конфлікту між українським і польським населенням підпільним боївкам ОУН доводилося протистояти підпільним осередкам Армії Крайової.
Проведена в квітні 1942 2-га конференція провідників-бандерівців ухвалила більш радикальні рішення. При зберіганні курсу на уникнення відкритого конфлікту з окупантами припускалася можливість «збройної боротьби за українську державність в слушний час», давалася вказівка про «творення і розбудову власних політичних і військових сил». За вказівкою Проводу ОУН(б) формувалися «групи самооборони» («боївки») за схемою: «кущ» (3 села, 15—45 учасників) — повітова сотня — курінь (3—4 сотні).
Із виходом радянських військ із початком 1944 на територію Західної України посилився спротив збройних підпільних осередків ОУН. Із 2-ї пол. 1945 сили Української повстанської армії поступово зливалися з озброєним підпіллям ОУН(б). Підпілля діяло в усіх містах і селах Галичини й Волині, використовуючи заздалегідь підготовлені підземні сховища, бази продовольства й спираючись на підтримку значної частини населення. Активізацію збройних виступів оунівських підпільних боївок спричинили початок масової примусової колективізації, мобілізація трудових ресурсів до інших регіонів УРСР, брутальні методи радянізації в ідейно-духовній сфері.

## Підпілля націоналістичне 1945— середини 1950-х рр
В основу тактики підпілля було покладено настанову про збереження «політичної і військової революційної організації», розбудову «революційно-підпільних клітин у всіх середовищах багатогранного життя СССР». Тактичні завдання полягали в зриві політики радянізації регіону методами антирадянської пропаганди і агітації, саботажі заходів режиму в соціально-економічній сфері, здійсненні силових акцій. Наголос робився на мінімізації зіткнень із противником, збереженні власної організаційно-кадрової структури. Вістря боротьби оберталося проти радянської адміністрації та колгоспного будівництва.
Істотні зміни вносилися до організаційної побудови. 1945—46 скасовані обласні, повітові й підрайонні проводи (замість них існували кущові організації, що охоплювали кілька населених пунктів), розпущено низку галузевих референтур — військову, жіночу, Українського Червоного Хреста, «Юнацтва», господарську. Було запроваджено спеціальну референтуру зв'язку. Основними вважалися референтури пропаганди і служби безпеки.
Територіальна мережа підпілля включала: «великі» крайові проводи «Галичина» (у складі «малих» крайових проводів «Захід-Карпати» (Станіславська область, Буковина, Закарпаття) та «Буг-2» (Львівська і Дрогобицька області)), «Північно-західних українських земель» («малі» крайові проводи «Москва» (Волинська і частково Рівненська області, пд. райони Білорусі), «Одеса» (Рівненська і частково Тернопільська області) та «Поділля»); окружні проводи (10—15 районів); надрайонні проводи (по 3—6) в окружному; районні проводи (по 3—5) в надрайонному, вважалися провідною ланкою нелегальної мережі; кущові (по 2—4 в районному) складалися зі «станичних» організацій. Крайовий провід Закерзоння підпорядковувався Центральному проводові. Запроваджувалася «легальна сітка» із членів ОУН та «симпатиків», котрі мешкали відкрито, забезпечували боротьбу підпільників. Збудовано широку мережу бункерів-сховищ (лише за січень—квітень 1946 у Львівській області в ході оперативно-військових операцій виявлено 2517 бункерів), лінії конспіративного зв'язку.
Станом на 1 грудня 1946 діяло 5 крайових, 17 окружних, 38 надрайонних, 117 районних проводів (до 1 листопада 1946 МДБ УРСР зареєстровано в рамках проводів — 2694 особи, окремих груп — 1785, підпільників-одинаків — 2151 особу). До 1 січня 1950 чекісти зареєстрували 4 крайові, 13 окружних, 33 надрайонні, 122 районні проводи, 404 окремі групи, 144 «легальні» організації із 3256 учасниками та 812 нелегалів-одинаків. Тривалості опору сприяли розгалуженість підпільної мережі, широка допомога населення, поповнення молоддю, наявність досвідчених кадрів зі стажем підпільної роботи, конспіративність, ефективний контррозвідувальний захист підпілля.
1945—46 лідери ОУН в Україні Р.Шухевич, В.Кук, М.Арсенич, О.Гасин, О.Дяків, Р.Кравчук, В.Сидор, П.Федун (Полтава), З.Тершаковець та ін. виробили тактичні схеми — «Дажбог» (конспірація та збереження кадрів, «легальна» робота), «Олег» (робота з молоддю) і «Орлик» (творення підпілля на Сході УРСР). Їхні положення коригувалися належно до поточної ситуації на нарадах членів Проводу та крайових провідників 1945—49, в інструкціях і пропагандистських документах.
Велася потужна антирадянська пропагандистська кампанія. Лише органами МДБ УРСР було викрито понад 100 підпільних друкарень. Наклад підпільних видань лише Дрогобицького обласного проводу за зиму 1949/50 перевищив 300 тис. примірників.
Упродовж 1944—52 підпіллям здійснено 14,5 тис. збройних акцій та диверсій проти працівників органів державної безпеки і внутрішніх справ, представників партійних і державних органів, військовослужбовців, організаторів колгоспів, учителів, господарників, яких направляли для роботи в західних областях. Від терактів загинуло понад 30 тис. осіб, серед них майже 4 тис. представників органів влади.
Підпільний рух на межі 1940-х — 1950-х рр. пішов на спад. Значно скоротилася база підтримки нелегалів ОУН, частина з яких поступово переходила до кримінальних проявів. Після загибелі 5 березня 1950 керівника ОУН і УПА Р.Шухевича підпільна боротьба поступово згасала. Останній керівник підпілля В.Кук (захоплений 23 травня 1954) із 1952 віддав розпорядження зберегти кадри, формувати молодіжний резерв, підтримувати здатність у разі вибуху війни перейти до широких диверсійно-терористичних дій, наказав відійти від терору та розвідувальної діяльності в інтересах іноземних спецслужб. На межі 1952/53 підпілля остаточно розпалося на окремі проводи й групи. 1954 на оперативному обліку перебувало до 70 нелегалів. Останній бій підпільників ОУН стався 14 квітня 1960 на Тернопільщині.
Національно-визвольну ідеологію та досвід діяльності підпілля ОУН намагалися використати націонал-патріотичні організації в таборах (місцях ув'язнення) та в період хрущовської «відлиги». Лише 1957—62 органи КДБ при РМ УРСР виявили в Україні 62 організації, що кваліфікувалися як «націоналістичні» («Прогресивна партія України», «Український національний комітет», «Український робітничо-селянський союз визволення», «Союз боротьби» та інші).